# Грани.ру
«Грани.ру» — российское ежедневное интернет-издание. Выходит с 14 декабря 2000 года. Публикует статьи и видео в поддержку оппозиции и политических заключённых, а также обзоры и анализ российских и мировых политических событий.
До 2005 года владельцем интернет-газеты был Борис Березовский. Компания-учредитель принадлежит двум частным лицам — журналистам издания.
1 сентября 2023 года работа издания была приостановлена редакцией.

## Регистрационные данные
Издание зарегистрировано в Министерстве Российской Федерации по делам печати, телерадиовещания и средств массовых коммуникаций. Свидетельство о регистрации средства массовой информации ЭЛ 77-4444 выдано 26 марта 2001 года. Учредитель издания — ООО «Флавус». Генеральный директор — Юлия Березовская.

## Финансирование
Средства на запуск проекта в 2000-м году предоставил Борис Березовский. В начале 2010-х годов «Грани» имели три источника финансирования: гранты Национального фонда демократии (в 2013 году грант составил 50 тысяч долларов); доходы от рекламы; спонсорские взносы читателей.
В связи с блокировкой сайта в России, начатой 13 марта 2014 года, доходы от рекламы уменьшились и редакция обратилась к своим читателям с просьбой о поддержке, предлагая купить один из четырёх спонсорских «пакетов» на сумму от 500 до 10 000 рублей.

## Блокировка сайта по решению Генпрокуратуры
С 13 марта 2014 года доступ к сайту «Грани.ру», как и к сайтам некоторых других Интернет-СМИ (которые декларируют свою оппозиционную направленность), был заблокирован на территории России Роскомнадзором по требованию Генеральной прокуратуры России.
«Грани.ру» направили в Таганский районный суд Москвы иск к Роскомнадзору в связи с блокировкой сайта, в котором требуют признать решения и действия надзорных ведомств незаконными и обязать их устранить препятствия в обеспечении свободы массовой информации. «Грани» и их хостинг-провайдер не получили от Роскомнадзора указания на конкретные материалы, которые, по мнению прокуроров, содержат незаконные призывы. Между тем, закон обязывает надзорный орган указать страницы сайта, позволяющие идентифицировать «противоправную» информацию.
6 мая 2014 года Таганский суд Москвы отклонил жалобу «Грани.ру» на Генпрокуратуру и Роскомнадзор. В ходе судебного заседания представитель Генпрокуратуры заявил, что, изучив всё содержание заблокированного сайта, они пришли к выводу, что недопустимая информация и призывы к участию в акциях содержатся в большинстве материалов сайта. По мнению представлявшего «Грани.ру» правового аналитика правозащитной ассоциации «Агора» Дамира Гайнутдинова, прокуроры подчеркнули, что «не будут и не должны мотивировать свои действия», а «представитель Роскомнадзора в суде заявила, что недопустимо ставить под сомнение выводы сотрудников Генеральной прокуратуры России».
7 мая 2014 года международная правозащитная организация Amnesty International начала кампанию в поддержку «Граней» и других сайтов, заблокированных 13 марта. Правозащитники призывают направлять письма протеста в российские органы власти. «Неизбирательная и бессрочная блокировка целого сайта, а не отдельных страниц с предположительно незаконной информацией означает приостановку деятельности всего СМИ. Даже если вы никогда ранее не слышали о „Гранях“, судьба этого сайта может стать судьбой любого российского интернет-ресурса», — сообщает российское отделение Amnesty International на своей странице в Фейсбуке.
12 марта 2015 года, во Всемирный день борьбы с цензурой в интернете, международная организация «Репортеры без границ» начала кампанию Collateral Freedom («Залог свободы»), в рамках которой были созданы зеркала девяти сайтов, запрещенные властями 11 стран. Технология основана на схеме противодействия цензуре в Китае, а зеркала размещены на серверах таких интернет-гигантов, как Amazon, Microsoft и Google, в связи с чем заблокировать зеркала довольно сложно. Из запрещенных российских сайтов избран Грани.ру. Организация намерена обеспечивать работу зеркал несколько месяцев.
В конце 2015 года «Грани» создали «неблокируемое» зеркало по адресу Грани. Ру: Главное.
27 мая 2016 года редакция портала заявила о «переезде» из доменной зоны .ru в зону .org на адрес graniru.org. Решение связано с угрозой внесудебного отъёма Роскомнадзором доменов в зонах .ru и .рф за публикацию «экстремистских материалов». К тому моменту в реестр запрещенных сайтов были внесены более 600 «зеркал» информационного ресурса. По словам руководителя «Граней» Юлии Березовской, Роскомнадзор ведёт с сайтом «ожесточенную и высокозатратную войну», но, несмотря на серьёзные потери в трафике, проекту удалось сохранить ядро аудитории.
В 2020 году ЕСПЧ признал, что блокировка «Грани.ру» противоречила Европейской конвенции о защите прав человека и основных свобод и обязал Россию выплатить порталу 10 тысяч евро.

## Журналисты
- Дмитрий Борко — фотожурналист[15]
- Евгения Михеева — фотожурналист[16]
- Андрей Новичков — журналист[17]
- Дмитрий Зыков — видеожурналист[18]

## Награды
10 декабря 2015 года, в международный День прав человека, сайт «Грани» был удостоен правозащитной премии Французской Республики «Свобода — Равенство — Братство». Премия учреждена в 1988 году и вручается ежегодно за вклад в защиту прав человека во Франции и за рубежом.
В июле 2017 года журналист издания «Грани» Дмитрий Борко получил ежемесячную журналистскую премию «Редколлегия» за серию репортажей из суда по делу убийства Бориса Немцова.

## Приостановка работы
1 сентября 2023 года сообщило о приостановке работы на неопределённое время:
«Старейшее оппозиционное онлайн-медиа», «первопроходцы борьбы с блокировками», «образцовая демшиза», «остервенелые русофобы» — ни от одного из этих почетных званий мы не отказываемся. Но их невозможно переплавить на снаряды. […] Перезапуск «Граней» возможен только с новой командой и новой программой. Этот проект должен быть посвящен распаду империи, деколонизации, освободительной борьбе народов России.
В своём обращении редакция негативно отозвалось о российских протестах 2000-х и 2010-х годов и раскритиковало российскую оппозицию за недостаточную, по мнению «Граней», поддержку украинской армии в войне против России.
Издание сообщило, что позаботится о сохранности своих архивов, и попросило читателей не отписываться от своих аккаунтов в соцсетях.